# 18702 Садовський
18702 Садовський (18702 Sadowski) — астероїд головного поясу, відкритий 21 квітня 1998 року.
Тіссеранів параметр щодо Юпітера — 3,412.